# Saint-Sornin, Charente-Maritime
Saint-Sornin är en kommun i departementet Charente-Maritime i regionen Nouvelle-Aquitaine i västra Frankrike. Kommunen ligger  i kantonen Marennes som ligger i arrondissementet Rochefort. År 2022 hade Saint-Sornin 420 invånare.

## Befolkningsutveckling
Antalet invånare i kommunen Saint-Sornin
Referens:INSEE